# Martin nad Žitavou
Martin nad Žitavou (in ungherese Zsitvaszentmárton) è un comune della Slovacchia facente parte del distretto di Zlaté Moravce, nella regione di Nitra.